# Jalapeño

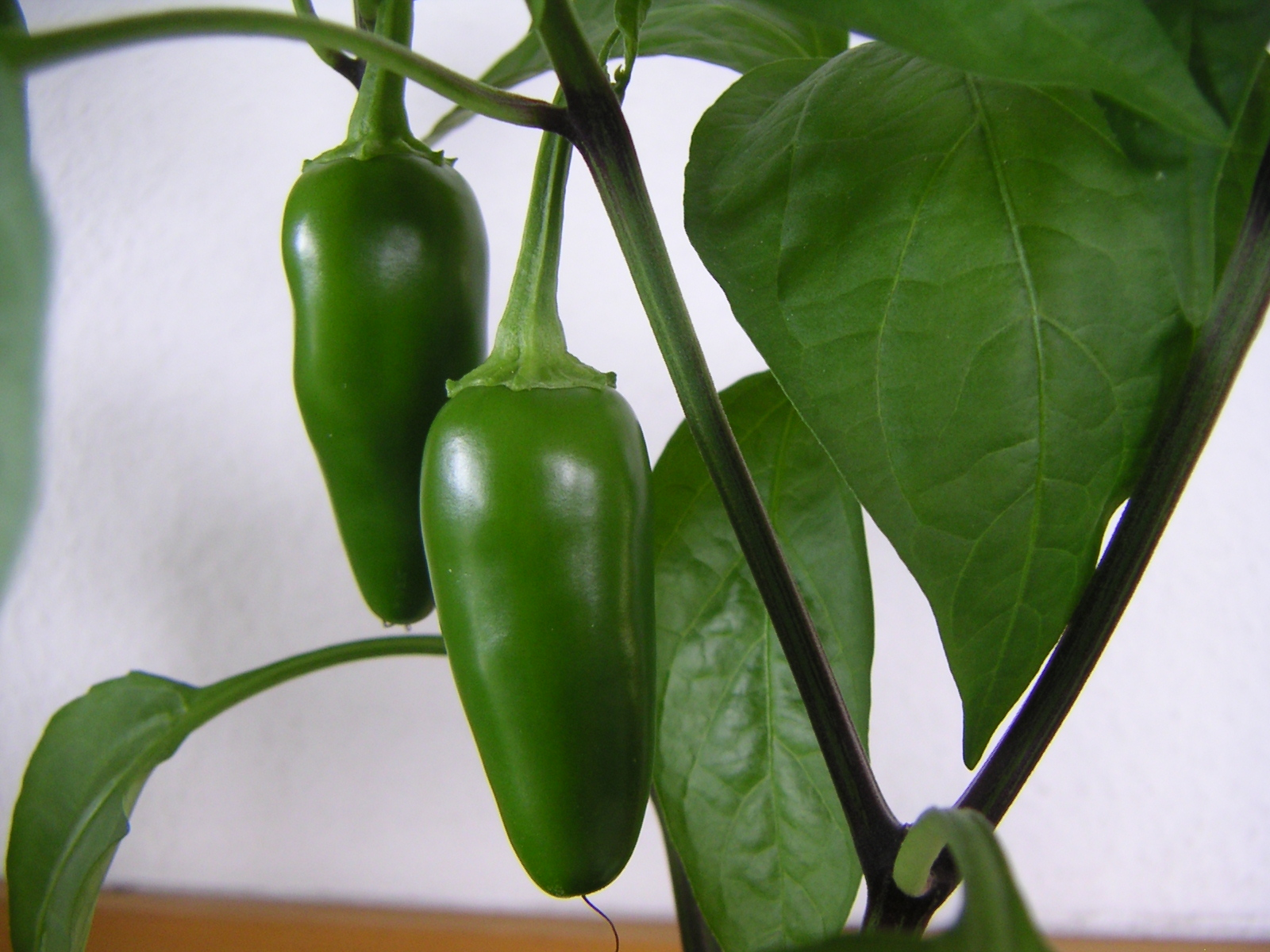
Frutto di jalapeño non maturo

Lo jalapeño (termine spagnolo, AFI: [xalaˈpeɲo]), o "peperoncino grasso" è un peperoncino di media grandezza.

## Storia
Il nome jalapeño è di origine nahuatl e spagnola. Il suffisso spagnolo -eño significa che il nome ha origine da un luogo modificato dal suffisso. Lo jalapeño prende il nome dalla città messicana di Xalapa (scritto anche Jalapa). Xalapa è in sé di origine nahuatl, dalle radici xālli [ˈʃaː.l.ːi] "sabbia" e āpan [ˈaː.pan] "luogo d'acqua".

## Descrizione
Un frutto di jalapeño è lungo 5–9 cm, ed è raccolto quando è ancora verde, ma anche quando è completamente maturo di colore rosso.

## Tassonomia
È una cultivar delle specie Capsicum annuum di origine messicana e cresce come un arbusto alto tra i 60 e 120 cm.

## In cucina

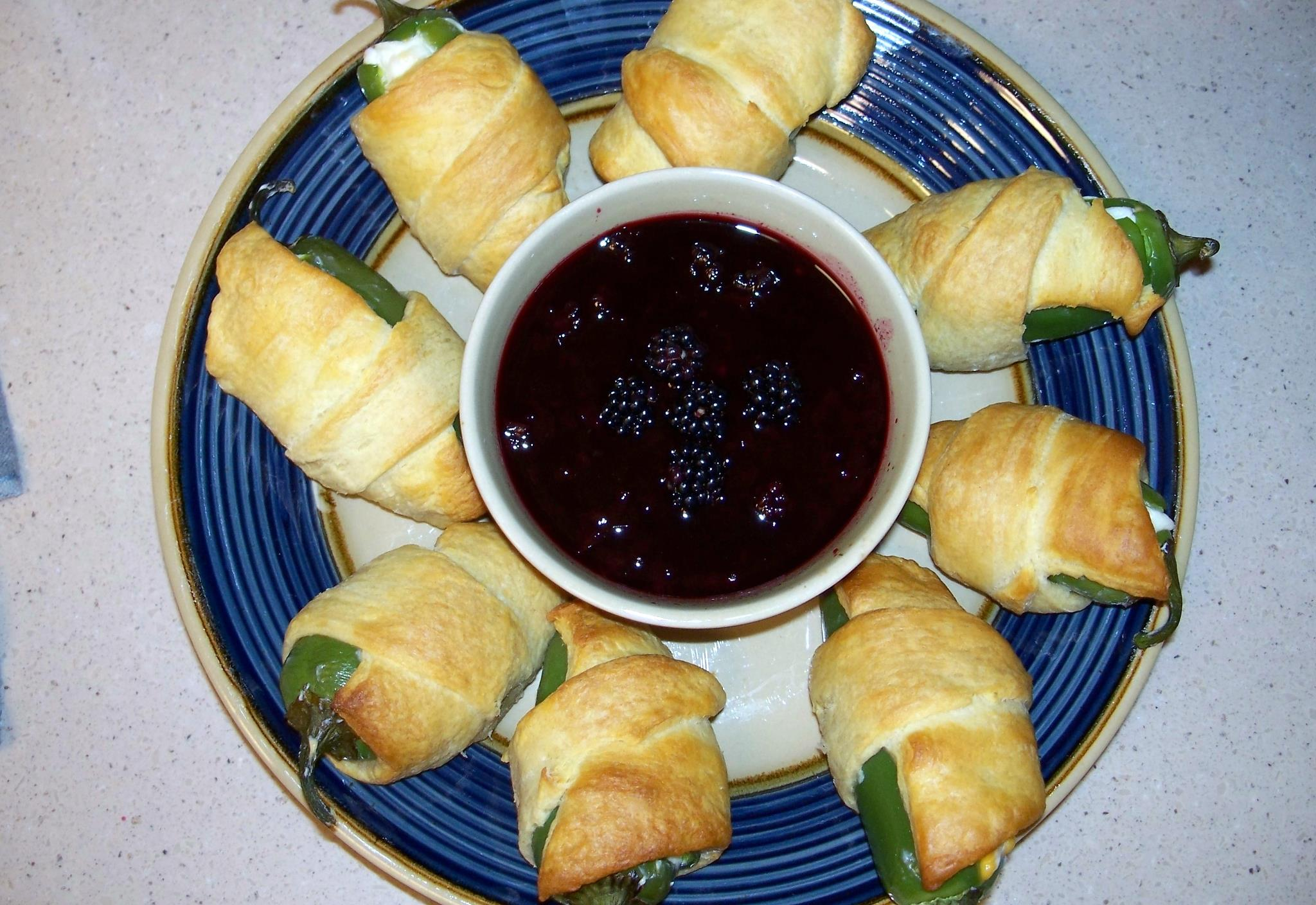
Peperoncini jalapeño ad involtino

Con il peperoncino jalapeño è possibile preparare degli involtini piccanti, tagliando i peperoncini a metà, facendoli bollire nell'olio e mettendo all'interno del tonno. Questa è solo una delle tante ricette con cui si può usare il peperoncino jalapeño; un altro uso classico è quello all'interno del chili con carne, tipico piatto della cucina Tex-Mex.

## Coltivazione
Oltre 160 km² sono dedicati alla coltivazione di questo peperoncino in Messico, principalmente a Xalapa, a nord-est di Veracruz, o nei pressi del fiume Papaloapan. Sono coltivati su piccola scala anche a Jalisco, Nayarit, Sonora, Sinaloa, e Chiapas.

## Utilizzi terapeutici
Il succo di jalapeño è spesso usato come un rimedio per allergie stagionali e problemi cardiovascolari.